# HbbTV

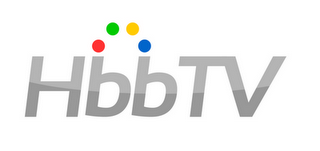
Logo HbbTV

HbbTV (Hybrid broadcast broadband TV) és una iniciativa paneuropea destinada a harmonitzar la radiodifusió (televisió) i banda ampla (Internet), de forma que l'usuari rebi la informació a la seva llar a través d'un televisor i d'un receptor-descodificador connectat a Internet.

## Característiques
Els productes i serveis HbbTV ofereixen al consumidor una experiència d'entreteniment total combinant la riquesa de la difusió i de l'amplada de banda. El seu funcionament és molt senzill, n'hi ha prou amb connectar el decodificador o el televisor digital a Internet i ja es pot tenir accés a serveis addicionals de forma remota. A més es caracteritza per la simplicitat d'un comandament a distància en una pantalla i la facilitat d'ús de la televisió convencional a la qual tots estem acostumats.
L'estàndard HbbTV va ser desenvolupat pels líders de la indústria per gestionar amb eficiència la quantitat cada vegada major de continguts disponibles dirigits als consumidors finals. Els membres fundadors de HbbTV són: ANT Software Limited, EBU, Televisions de França, Institut für Rundfunktechnik GmbH, OpenTV Inc, Koninklijke Philips Electronics N.V Inc., Samsung, SES ASTRA S.A, Sony Corporation, TF1.

## Objectius principals
Els objectius principals que va tractar l'estàndard HbbTV per tal que fos possible el desenvolupament de la televisió hibrida van ser:
- Proporcionar un sistema obert i estandarditza't basat en HTML per permetre un desenvolupament eficient mitjançant l'aprofitament dels serveis existents en línia.

- Utilitzar els components normalitzats en la mesura de lo possible, amb l'objectiu d'aconseguir l'acceptació i els beneficis time-to-market.

- Especificar un conjunt mínim de característiques requerides per a totes les necessitats bàsiques, cosa que permet una fàcil integració en les plataformes de hardware existents i l'acceptació en tota la cadena de valor.

- Permetre la combinació de totes les xarxes de distribució de radiodifusió amb totes les tecnologies d'accés a Internet.

- Permetre la creació de serveis híbrids utilitzant els serveis de radiodifusió i els recursos addicionals des d'Internet al mateix temps.

- Proporcionar potencial per successor del sistema de teletext.

- Evitar la "pirateria" de senyals de televisió no autoritzats pels serveis web de tercers.

- Permetre l'aplicació als serveis de ràdio.

## Inici i evolució
L'origen del HbbTv se situa a Alemanya i França, i per correspondència, són els mercats d'aquests països on primer es posarà en marxa. Les primeres demostracions es van dur a terme per via satèl·lit a les fires IFA i al IBC 2008. Al IFA 2009 de Berlín, HbbTv també va estar present amb demostracions de l'organització de radiodifusió alemanya ARD.
Finalment al Setembre del 2009 les últimes evolucions de la plataforma HbbTv es van poder visitar a l'estand d'EBU Viallage, al IBC (International Broadcasting Congress) d'Amsterdam. En aquesta mateixa fira també es van poder veure com empreses conegudes feien ús d'aquesta tecnologia. Per exemple, Pleyo, especialitzats en l'edició de software i solucions web, va fer ús de la nova versió del seu navegador per televisió, Origin Web Browser. També, l'empresa ANT, proveïdora de solucions software va mostrar la seva plataforma ANT Galio HbbTV, que proporciona un desenvolupament d'aplicacions per HbbTV robusta, flexible i dinàmica per als seus proveïdors i fabricants. I en la mateixa fira, l'empresa Global STM Electronics va mostrar un nou Set-top box capaç d'oferir interactivitat amb serveis de banda ampla o radiodifusió.
Al desembre del 2009 va tenir lloc a Múnic el primer taller (workshop)
d'interoperabilitat d'HbbTv i es va presentar l'esborrany de l'especificació 1.1.1
a l'ETSI, la qual dia 1 de juliol de 2010 es va aprovar.
Els representants del govern francès, DGCIS i CSA, juntament amb
l'associació de desenvolupament i promoció de la HDTV, HD Forum, treballen
activament per trobar la millor solució d'HbbTv i implantar la TDT interactiva
a França.
A Alemanya, un grup de cadenes com ARD i ZDF donen suport al
German-led hybrid TV project que pretén comercialitzar els seus propis serveis
establint un conjunt d'estàndards híbrids per empreses radiodifusores i
fabricants de set-top boxes i televisors. L'empresa Inverto Digital Labs també
fa un gran progrés a Luxemburg, juntament amb la firma francesa
Pleyo, dissenyant una àmplia selecció d'aplicacions basades en Internet com
bústies de correu, actualitzacions d'informació meteorològica, Twitter i jocs per
una banda, i servei de catch-up i vídeo sota demanda per una altra.

## Estructura

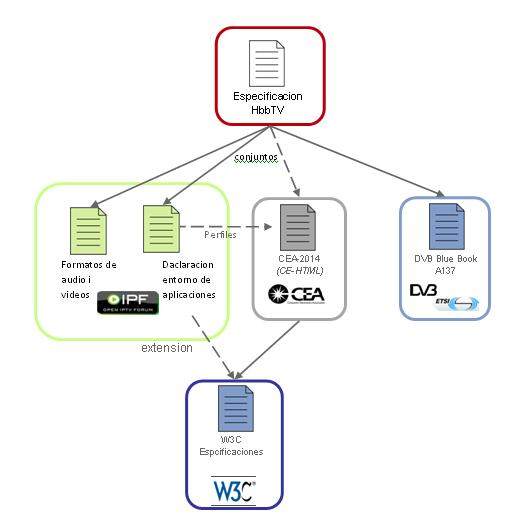
Estructura HbbTV

Les especificacions HbbTV es basen en elements d'estàndards i tecnologies web ja existents. En aquest sentit, representa més un perfil específic de les tecnologies disponibles que no un desenvolupament tècnic totalment nou. Aquest punt de vista és extremadament valuós en termes del cost del desenvolupament i en concret, pel temps de llançament en el mercat.
Concretament HbbTV es basa en les següents normes: OIPF (Open IPTV Forum), CEA-2014 (Consumer Electronics Association), W3C (World Wide Web Consortium) i DVB (Digital Video Broadcasting). Tots ells estableixen les característiques i funcionalitats necessàries per a distribuir un servei de radiodifusió ric pel que fa a les seves característiques i serveis d'internet.
- Els components més importants prevists pel CEA Arxivat 2011-06-08 a Wayback Machine.-2014 per HbbTV són:

Definició d'idioma de les aplicacions.

APIs de Javascript per a serveis baixa demanda.

Conjunt d'especificacions i formats d'imatge de W3C.

Suport pel control remot de xarxes UPnP i Internet.

Especificacions dels formats de les imatges estàtiques.

- CEA-2014 és perfilat a través de OIPF Arxivat 2010-09-21 a Wayback Machine.. Els components més importants proporcionats per l'especificació OIPF són:

APIs de Javascript per a entorns de televisió(per exemple el canvi de canal).

Formats d'àudio i vídeo que suporta.

Modifica el CE-HTML, que és un llenguatge per a la creació de pàgines d'interfícies d'usuaris en dispositius com televisors.

- DVB es preocupa bàsicament del transport a través d'emissions o HTTP i de l'aplicació de senyalització.

- W3C

## Aplicacions
HbbTv no té intenció de reemplaçar altres tecnologies híbrides com
MHP o MHEG, pot coexistir perfectament amb altres tipus de serveis.
L'objectiu principal és crear un sistema FTA (Free to air), una plataforma
oberta, tot i que si evoluciona també pot ser utilitzat en serveis de pagament
(pay-TV). La connexió a Internet cal per accedir al contingut que ve
sobre IP; és recomanable però no estrictament necessària, es pot optar per
únicament el servei de radiodifusió.
HbbTv té previst oferir serveis basats sobretot en la interactivitat a la televisió:
- Aplicacions associades a un canal concret: vídeos relacionats amb el contingut, sistemes de votacions, sistemes d'apostes i participació en concursos, publicitat interactiva.

- Aplicacions generals: servei de catch-up (vídeos de programació passada), VoD (vídeo a la carta) jocs, accés a xarxes socials i compartiment d'arxius, vídeos de webs concretes.

- Serveis de teletext d'alta definició i guies de programa (EPGs).